# Condado de Hall (Nebraska)
El condado de Hall (en inglés: Hall County), fundado en 1858 y con su nombre en honor al juez Augustus Hall, es un condado del estado estadounidense de Nebraska. En el año 2000 tenía una población de 53.534 habitantes con una densidad de población de 38 personas por km². La sede del condado es Grand Island.

## Geografía
Según la oficina del censo el condado tiene una superficie total de 1430 km² (552,1 mi²), de los que 1414 km² (545,9 mi²) son tierra y 16 km² (6,2 mi²) (1,06%) son agua.

## Condados adyacentes
- Condado de Merrick - noreste
- Condado de Hamilton - este
- Condado de Adams - sur
- Condado de Buffalo - oeste
- Condado de Howard - norte

## Principales carreteras y autopistas
- Interestatal 80
- U.S. Autopista 30
- U.S. Autopista 34
- U.S. Autopista 281
- Autopista estatal 2
- Autopista estatal 11

## Demografía
Según el censo del 2000 la renta per cápita media de los habitantes del condado era de 36.972 dólares y el ingreso medio de una familia era de 43.963 dólares. En el año 2000 los hombres tenían unos ingresos anuales 29.158 dólares frente a los 20.576 dólares que percibían las mujeres. El ingreso por habitante era de 17.386 dólares y alrededor de un 12.00% de la población estaba bajo el umbral de pobreza nacional.

## Ciudades y pueblos
- Alda
- Cairo
- Doniphan
- Grand Island
- Wood River